# 類斯·塞拉菲尼 (主教)
類斯·塞拉菲尼（Luigi Serafini，1808年6月6日—1894年2月1日）是罗马天主教主教和樞機。
他於1808年在马利亚诺萨比纳出生，後於1853年成为一名神父。 1870年，他獲任命为维泰博教区主教並於1877年成为樞機。1880年，他辞去樞機职位。1884年，他獲任命為阿柏斯托尔奇西格纳特拉省長。他于1894年離世，终年85岁。